# Въоръжени сили на Унгария
Унгарската армия (на унгарски: Magyar Honvédség) е официалното наименование на въоръжените сили на Република Унгария. Тя включва два основни вида въоръжени сили, групирани в Командване на съвместните сили (MH Összhaderőnemi Parancsnokság) на базата на разформированите Командване на Сухопътните войски (MH Szárazföldi Parancsnokság) и Командване на Военновъздушните сили (MH Légierő Parancsnokság). Тъй като Унгария няма излаз на море, страната не е развърнала Военноморски сили. Малката речна флотилия от речни миночистачи и патрулни катери, базирана край столицата Будапеща за действия по река Дунав, формира основната част на инженерните подразделения на Сухопътните войски – 1-ви Сапьорен и корабен полк.

## История
Подобно на други номадски народи, навлезли в Европа от Азия, маджарите нахлуват като военна сила, предшествайки формирането на държавността. Кралската династия на Арпадите, за която множество историци смятат, че е свързана с българския владетелски род Дуло, произлиза от редовете на военните вождове на маджарите. След първоначален период на опостушителни грабителски набези в Европа, маджарските племена приемат християнството в католическата деноминация и през Средновековието Кралство Унгария се утвърждава като едно от най-силните държавни формирования на континента. Кралете на Унгария често придобиват по военен или мирен път троновете на Бохемия и Полша, a със смъртта на последния владетел от династията на Трпимировците от 1102 г., Хърватия е в персонална уния с Унгария, чийто крал е крал и на Хърватия. Унгарската армия е мощна военна сила и се счита, че Битката при Мухи от 1241 г. спира монголското нашествие в Европа, макар да е разорителна за Кралството. В периода на Късното средновековие „Черната армия“ на крал Матяш Корвин (син на регента Янош Хуняди) е първата професионална военна сила в Европа, източник на много нововъведения във военното дело. Но Битката при Мохач от 1526 г., в която голяма част от унгарската аристокрация и самият крал падат в боя с османските турци, слага край на унгарския суверенитет. Династичен брак между Хабсбургите и унгарския клон на Ягелоните дава на първите легитимни претенции върху унгарския престол и след смъртта на Лайош II при Мохач австрийският владетелски дом става основната движеща сила за възпиране на отоманците и освобождаване на унгарските и хърватските земи, завладени от Османската империя. След превземането на Будапеща през 1686 г. императорът на Свещената римска империя, властващ във Виена, прибавя Унгария към владенията си, окончателно освободена от османците с военна сила и с мирен договор от 1699 г.
Унгарците на няколко пъти се опитват да завоюват независимостта си. Най-близко до тази цел са по време на въстанието от 1849 г., когато разгромяват императорската армия, но нахлулата по линия на Съюза на тримата императори руска армия и хърватската армия на бан Йелачич (вицекраля на Хърватия) потушават въстанието. Лидерите му са принудени да избягат в изгнание и много от тях получават убежище в Османската империя (включително Лайош Кошут, който се установява в българските земи). Върху унгарските земи е установено военно положение начело с австрийски генерал-губернатори и едва битката при Кьониггрец (днес Храдец Кралове) позволява формалното възстановяване на унгарския суверенитет. Във войната с Прусия (и съюзника ѝ Италия) Австрия губи водещата си роля в германските земи, силно отслабена е и е изправена пред реалната заплаха от ново унгарско въстание, което да разруши целостта на империята.
Така през 1867 г. чрез така наречения Аусглайх (от немски: Ausgleich, изравняване) Дунавската монархия е изградена на нов принцип. Страната е разделена на австрийска част (наричана неформално Цислейтания), унгарска част (наричана неформално Транслейтания), и области под съвместно управление. Общото правителство отговаря за отбраната, външната политика и общите финанси, но двете части формират собствени правителства и парламенти. Монархът е държавен глава на двете части на империята поотделно (Император на Австрия и Крал на Унгария), които по този начин са в персонална уния. Фактически Австро-Унгария формира три основни отделни въоръжени сили – Обща армия и Императорски и кралски военноморски сили (Gemeinsame Armee und Kaiserliche und Königliche Marine) на общото военно министерство, към края на съществуването на монархията към тях се прибавят и Императорските и кралски въздухоплавателни войски (Kaiserliche und Königliche Luftfahrttruppen), Императорско-кралски Ландвеер (Kaiserlich-königliche Landwehr – императорски на Австрия, кралски на Бохемия) на австрийското правителство (на Цислейтания) и Унгарски кралски хонведсег (Magyar Királyi Honvédség) на унгарското правителство (на Транслейтания). Към тях се добавят и редица спомагателни подразделения, като Хърватско-славонското домобранство (Kraljevsko hrvatsko domobranstvo), подчинено на хърватския бан в Аграм (Загреб), босненски егери, тиролски планински стрелци и други.
Днешните унгарски въоръжени сили се считат за наследник на Унгарския кралски хонведсег, от който са възприели и своето наименование Унгарски хонведсег (на унгарски: Magyar Honvédség – Унгарска войска или армия). Кралство Унгария е разделено на шест военни окръга (шестият покрива Хърватия и Славония). При избухването на Първата световна война Унгарският кралски хонведсег се състои основно от две пехотни и две кавалерийски дивизии, всяка с по две бригади, и 12 отделни пехотни бригади.
Австро-Унгария губи войната и се разпада. В следвоенния хаос избухва въстание и Бела Кун провъзгласява създаването на Унгарска съветска република. В последвалата Унгарско-румънска война Унгария губи и властта на Кун не преживява унижението румънски войски да маршируват в Будапеща. С Договора от Трианон Унгария губи над 60% от територията си. За разлика от останалите нововъзникнали след войната държави в Европа (включително Австрия) нововъзникналата самостоятелна Унгария е монархия. Куриозното в случая е, че монархията е управлявана от регента адмирал Миклош Хорти, който решително се противопоставя на опитите на претендента в изгнание Карл IV Унгарски (Карл I Австрийски) да заеме трона. Кралската унгарска армия възниква първоначално като Национална армия (Nemzeti Hadsereg) от опитите на адмирал Хорти през 1920 г. да консолидира остатъците от разбитият Унгарски кралски хонведсег. Трианонският договор фиксира въоръжените сили на 35 000 доброволци, отменя военната повинност и правото да бъде формиран Генерален щаб. На Унгария е забранено да се въоръжава с бойна авиация и тежко артилерийско въоръжение. За разлика от Царство България, числеността на жандармерията в Унгария не е фиксирана в състава на армията и така тя достига по размери армията, а в някои окръзи дори чувствително я надвишава. Страната е разделена на седем военни окръга, всеки с по една смесена армейска бригада, а оперативен резерв са две кавалерийски бригади. През 20-те години на XX век основна грижа във външната и отбранителната политика на Кралството е излизането на страната от враждебното обкръжение на т.нар. Малка Антанта и тайното преодоляване на ограниченията на Трианонския договор. В натъпилата световна икономическа криза през 30-те години страните в Европа стават свидетели на засилването на радикални леви и десни политически движения. Унгария в тази тенденция се придвижва вдясно. Консервативният десен хардлайнер премиер Гюла Гьомбьош от Партията на националното единство, обвързва първоначално външната политика с фашистка Италия, а впоследствие с национал-социалистическия Трети райх. Между 23-ти и 31 март 1939 г. Унгария води ограничен въоръжен конфликт с нововъзникналата след разпада на Чехословакия Словашка република. Макар и двете държави да са германски съюзници преди и след конфликта, Словакия губи за сметка на Унгария приблизително една четвърт от територията си. Унгарската кралска армия участва в нахлуването в Югославия и във войната на Източния фронт. По-късно по време на войната след държавен преврат през лятото на 1944 г., подкрепен от германците, властта в Будапеща е овладяна от национал-социалистическата „Партия на кръста и стрелите“. Но изходът на войната вече е предрешен и след овладяването на Румъния на 23 август и на България на 9 септември от страна на Съветския съюз, численото неравенство на силите става още по-застрашително. Дебреценската (в края на 1944 до началото на февруари 1944 г.) и Будапещенската (29 декември 1944 г. – 13 февруари 1945 г.) операции на 2-ри Украински фронт (на маршал Родион Малиновски) с включени в състава му 1-ва и 4-та Румънска армии и четири румънски дивизии в резерв и Балатонската (6 – 16 март 1945 г.) и Дравската операции (6 – 21 март 1945 г.) на 3-ти Украински фронт на маршал Фьодор Толбухин с включена в състава му 1-ва Българска армия на генерал-лейтенант Владимир Стойчев, изтласкват силите на Оста от Унгария и отварят пътя към Австрия и Южна Германия. Трябва да се отбележи, че до последния момент на страната на Райха се бият унгарски подразделения, които след овладяването на унгарската територия отстъпват с редиците на Вермахта.
След Втората световна война Унгария отново е сред победените, но след договореностите между съюзниците от Ялта тя влиза в съветската сфера на влияние. По тази причина тя се присъединява към СИВ и Варшавския договор. Но отношенията между унгарците и Русия винаги са били на взаимно недоверие и това дава резултат в Унгарската революция през 1956 г., потушена от разположените на унгарска територия съветски войски. След тези събития вълна от стотици хиляди унгарци масово емигрират на запад, а тя става повод години по-късно Съветският съюз да приеме „Доктрината Брежнев“ за намеса във вътрешните работи на страните от социалистическия лагер в случаи, когато „достиженията на социализма са заплашени“, приела своето изражение в потушаването на Пражката пролет през 1968 г. от войските на Организацията на Варшавския договор. След въстанието от 1956 г. Унгария се затвърждава в очите на Москва като неблагонадежден съюзник и Унгарската народна армия започва значително да изостава от останалите армии на Варшавския договор, както по бойна подготовка, така и по придобиване на модерни образци въоръжение. По тази причина Унгарската народна армия не получава оперативно-тактически ракетни комплекси Р-400 „Ока“, модерни зенитно-ракетни комплекси С-300, модерни изтребители прехващачи МиГ-23 МЛ/МЛД, получава малки количества танкове Т-72. От една страна така Москва може да бъде спокойна, че в случай че един ден Унгария се обърне отново срещу социалистическия лагер, модерното въоръжение няма да бъде използвано срещу нейни войски или по-лошо – предоставено за изследване на страните от потенциалния вражески лагер, а Будапеща е доволна от това, че част от разходите за отбраната могат да бъдат пренасочени за социални и икономически разходи, а наборниците – в помощ на народното стопанство.
С разпадането на социалистическия лагер и края на Студената война Унгария се преориентира към Централно и Западноевропейска интеграция в рамките на ЕО/ ЕС (към който се присъединява през 2004 г.) и НАТО (към който съюз се присъединява през 1999 г.). Страната участва в мироналагащи и мироопазващи операции в Босна и Херцеговина, Косово, Афганистан и Ирак.

## Структура на въоръжените сили на Унгария
Министерство на отбраната (Magyarország Honvédelmi Minisztere)
- Генерален щаб на Унгарската армия (Honvéd Vezérkar)
  - Командване на съвместните сили (MH Összhaderőnemi Parancsnokság)
    - 43-ти Полк за командна поддръжка „Южеф Нагишандор“ (Секешфехервар) (MH 43. Nagysándor József Híradó és Vezetéstámogató Ezred) (Székesfehérvár)
    - 5-а Пехотна бригада „Ищван Бочкай“ (Дебрецен) (MH 5. Bocskai István Lövészdandár) (Debrecen)
      - Рота за щабна поддръжка (Törzstámogató század) (Debrecen)
      - Свързочна рота (Дебрецен) (Híradószázad) (Debrecen)
      - 3-ти Пехотен батальон (Ходмезовашархели) (3. Lövészzászlóalj) (Hódmezővásárhely)
      - 62-ри Пехотен батальон (Ходмезовашархели) (62. Lövészzászlóalj) (Hódmezővásárhely)
      - 39-и Пехотен батальон (Дебрецен) (39. Lövészzászlóalj) (Debrecen)
      - 24-ти Разузнавателен батальон „Гергели Борнемишса“ (Дебрецен) (24. Bornemissza Gergely Felderítő Zászlóalj) (Debrecen- volt Eger)
      - Бригаден дивизион за огнева поддръжка (Дебрецен) (Dandár tűztámogató részleg) (Debrecen)
      - Сапьорно-инженерна рота (Дебрецен) (Harctámogató műszaki század) (Debrecen – Tisza Szd)
      - Батальон за инженерно-техническа поддръжка (Ходмезовашархели) (Művelettámogató Műszaki Zászlóalj) (Hódmezővásárhely)
      - Логистичен батальон (Дебрецен) (Logisztikai zászlóalj) (Debrecen)
      - Медицински център (Дебрецен и Ходмезовашархели) (Egészségügyi központ) (Debrecen/Hódmezővásárhely)
      - Информационен център (Дебрецен) (Informatikai központ) (Debrecen)

    - 25-а Пехотна бригада „Георги Клапка“ (Тата) (MH 25. Klapka György Lövészdandár) (Tata)
      - Рота за щабна поддръжка (Törzstámogató század)
      - 25/1-ви Пехотен батальон (25/1. Lövészzászlóalj)
      - 25/2-ри Пехотен батальон (25/2. Lövészzászlóalj)
      - 25/11-и Брониран батальон (25/11. Harckocsi Zászlóalj)
      - 36-и Противо-танков ракетен дивизион (36. Páncéltörő Rakétaosztály)
      - 101-ви Гаубичен артилерийски дивизион (101. Ágyútarackos Tüzérosztály)
      - Батальон за гарнизонна поддръжка (Helyőrség-támogató Zászlóalj)
      - Логистичен батальон (Logisztikai zászlóalj)
      - Медицински център (Egészségügyi központ)

    - 2-ри Полк сили със специално предназначение (Солнок) (MH 2. Különleges Rendeltetésű Ezred) (Szolnok), съставен на 1.01.2016 г. от:
      - 34-ти Батальон за специални операции „Ласло Берчени“ (MH 34. Bercsényi László Különleges Műveleti Zászlóalj) и
      - 88-и Лек смесен (парашутен) батальон (MH 88. Könnyű Vegyes Zászlóalj)

    - 37-и Инженерен полк „Ференц Ракоци II“ (Сентеш) (MH 37. II. Rákóczi Ferenc Műszaki Ezred) (Szentes)
    - 1-ви Армейски сапьорен и корабен полк (Будапеща) (MH 1. Honvéd Tűzszerész és Hadihajós Ezred) (Budapest)
    - 93-ти Батальон за ЯХБЗ „Шандор Петьофи“ (Секешфехервар) (MH 93. Petőfi Sándor Vegyivédelmi Zászlóalj) (Székesfehérvár)
    - 64-ти Логистичен полк „Южеф Боцонади Сабо“ (Капошвар) (MH 64. Boconádi Szabó József Logisztikai Ezred) (Kaposvár)
    - 59-а Самолетна авиобаза „Сентгеорги Дежьо“ (Кецкемет) (MH 59. Szentgyörgyi Dezső repülőbázis) (Kecskemét)
      - Командване за летателни операции (Repülő Műveleti Főnökség)
      - Оперативен център на авиобазата (Bázis Hadműveleti Központ)
      - 1-ва Изтребителна самолетна ескадрила „Пума“ (1. „Puma“ Harcászati repülőszázad)
      - Транспортна самолетна ескадрила „Камила“ („Teve“ Szállító repülő század)
      - Авиотехнически батальон (Repülő műszaki zászlóalj)
      - Батальон за оперативна поддръжка (Művelettámogató zászlóalj)
      - Централен логистичен батальон (Központi logisztikai zászlóalj)

    - 86-а Вертолетна авиобаза „Солнок“ (Солнок) (MH 86. Szolnok Helikopter Bázis) (Szolnok)
      - Транспортен вертолетен батальон (Szállítóhelikopter zászlóalj)
      - Смесена учебна самолетна ескадрила (Vegyes kiképző repülőszázad)

    - Самолетна авиобаза „Папа“ (Папа) (MH Pápa Bázisrepülőtér) (Pápa)
    - 12-и Зенитно-ракетен полк „Арабона“ (Гьор) (MH 12. Arrabona Légvédelmi Rakétaezred) (Győr)
      - 1-ви Противовъздушен дивизион (1. Légvédelmi rakétaosztály)
      - 2-ри Противовъздушен дивизион (2. Légvédelmi rakétaosztály)
      - Команден батальон (Vezetési zászlóalj)
      - Логистичен батальон (Logisztikai zászlóalj)

    - 54-ти Радарен полк „Веспрем“ (Веспрем) (MH 54. Veszprém Radarezred) (Veszprém)
      - 11-а Радарна рота (Куп) (11. Radarszázad) (Kup)
      - 12-а Радарна рота (Юта) (12. Radarszázad) (Juta)
      - 21-ва Радарна рота (Дебрецен) (21. Radarszázad) (Debrecen)
      - 22-ра Радарна рота (Бекешчаба) (22. Radarszázad) (Békéscsaba)
      - Мобилна радарна рота (Медина) (Réskitöltő Radarszázad) (Medina)
      - 1-ви Радарен радиовисотомерен пункт (Бекешчаба) (1. Gerinc Radar Mérőpont) (Békéscsaba)
      - 3-ти Радарен радиовисотомерен пункт (Банкут) (3. Gerinc Radar Mérőpont) (Bánkút)

    - Център за наблюдение и контрол на въздушното пространство (Веспрем) (MH Légi Vezetési és Irányítási Központ) (Veszprém)
      - Център за въздушни операции (Légi Hadműveleti Központ)
      - Военен център за управление на въздушния трафик (Katonai Légiforgalom Szervezési Központ)
      - Граждански център за управление на въздушния трафик (Légi Irányító Központ)
      - Метеорологичен център (Meteorológiai Központ)
      - Резервен и учебен център за управление на въздушния трафик (Кечкемет) (Kiképző Tartalék Irányító Központ) (Kecskemét)

    - Център за гражданско-военно сътрудничество и психологически операции (MH Civil-katonai Együttműködési és Lélektani Műveletek Központ)
    - Център за наблюдение и защита от оръжия за масово поразяване „Артур Георги“ (MH Görgey Artúr Vegyivédelmi Információs Központ)
    - Учебен център за мироопазващи операции (Солнок) (MH Béketámogató és Kiképző Központ) (Szolnok)

  - Логистичен център (MH Logisztikai Központ)
    - Складова база за военни материали (MH Anyagellátó Raktárbázis)
    - Център за военен транспорт (Будапеща) (MH Katonai Közlekedési Központ) (Budapest)
    - Авиоремонтен завод (Кецкемет) (MH Légijármű-javító Üzem) (Kecskemét)

  - части на директно подчинение (HVK Közvetlen Szervezetek)
    - Будапещенска гарнизонна бригада „Шандор Витез Сурмай“ (Будапеща) (MH Vitéz Szurmay Sándor Budapest Helyőrség Dandár) (Budapest)
    - Подофицерска академия (Сентендре) (MH Altiszti Akadémia) (Szentendre)
    - Военномедицински център (Будапеща) (MH Egészségügyi Központ – Budapest)
    - Геоинформационна служба (Будапеща) (MH Geoinformációs Szolgálat') (Budapest)
    - Център за обучение и доктрина (Будапеща) (MH Kiképzési és Doktrinális Központ) (Budapest)
    - Батальон „Людовика“ (Будапеща) (MH Ludovika Zászlóalj) (Budapest)
    - Военнополицейски център (Будапеща) (MH Katonai Rendészeti Központ) (Budapest)
    - Наборно и мобилизационно допълващо командване (Будапеща) (MH Hadkiegészítő és Központi Nyilvántartó Parancsnokság) (Budapest)

## Основни типове въоръжение и техника
| СУХОПЪТНА ТЕХНИКА              | СУХОПЪТНА ТЕХНИКА         | СУХОПЪТНА ТЕХНИКА                                            | СУХОПЪТНА ТЕХНИКА                  | СУХОПЪТНА ТЕХНИКА | СУХОПЪТНА ТЕХНИКА |  |
| тип                            | производство              | предназначение                                               | модел                              | брой              | бележки |  |
| ------------------------------ | ------------------------- | ------------------------------------------------------------ | ---------------------------------- | ----------------- | --- |  |
| T-72                           | СССР Полска НР            | основен боен танк                                            | T-72M T-72M1                       | 12                | само 12 бройки на активна служба, още 2 в резерв, останалите продадени или снети от въоръжение |  |
| БТР-80                         | СССР Русия                | амфибиен бронетранспортьор                                   | БТР-80 БТР-80A БТР-80K             | около 600         | Унгария е най-големият оператор на БТР-80 в света. Повечето машини са получени по линия на руски търговски външен дълг. Модернизирани са на място, включително множество спомагателни машини – инженерни, разузнавателни, санитарни.                                                                               |  |
| БРДМ-2                         | СССР                      | бронирана разузнателна машина                                | БРДМ-2                             | 50                | |  |
| ПТС                            | СССР                      | Амфибийно транспортно средство                               | ПТС-2                              | 50+               | повечето в резерв. Предназначено за прехвърляне през водни пространства на единици автомобилна техника, пехота и в състава на понтонни мостови паркове. |  |
| M-ATV                          | САЩ                       | MRAP – устойчива на мини, защитена от засади патрулна машина |                                    | 20+               | предоставена на унгарските специални части в Афганистан |  |
| HMMWV                          | САЩ                       | многоцелеви автомобил                                        |                                    | 80+               | основно за 2-ри Полк със специално предназначение |  |
| КОРАБИ                         |                           |                                                              |                                    |                   | |  |
| тип                            | производство              | предназначение                                               | модификация                        | на въоръжение     | бележки |  |
| речни миночистачи клас „Нещин“ | Югославия                 | речни патрулни кораби                                        | унгарски клас „Уйпещ“ ('"Újpest"') | 3                 | общо 6 доставени, 3 модернизирани, 3 снети от въоръжение |  |
| АВИАЦИОННА ТЕХНИКА             |                           |                                                              |                                    |                   | |  |
| тип                            | производство              | предназначение                                               | модификация                        | на въоръжение     | бележки |  |
| Изтребители                    |                           |                                                              |                                    |                   | |  |
| Saab JAS 39 Gripen             | Швеция                    | многоцелеви изтребител                                       | JAS 39C JAS 39D                    | 11 1              | Загубени един JAS 39D (борден номер 42) аварирал на 19 май 2015 г. и един JAS 39C (борден номер 30) аварирал на 10 юни 2015. |  |
| Транспортни                    |                           |                                                              |                                    |                   | |  |
| Boeing C-17 Globemaster III    | САЩ                       | стратегически авиотранспорт на НАТО                          | C-17A                              | 3                 | Програма на НАТО за Стратегически авиотранспортни способности (NATO Strategic Airlift Capability (SAC)). Съвместна собственост на 12 държави, сред които и България. Самолетите са оперирани съвместно от 12 държави в Стратегическо авиотранспортно крило в Авиобаза Папа, Унгария с унгарска военна регистрация. |  |
| Антонов Ан-26                  | СССР                      | тактически авиотранспорт                                     | An-26                              | 5                 | бордни номера 405, 406, 407, 603 и 110. Планира се придобиването на нов тип военнотранспортен самолет след 2016 г. |  |
| Учебни                         |                           |                                                              |                                    |                   | |  |
| Яковлев Як-52                  | СССР/ Румъния (по лиценз) | бутален витлов учебно-тренировъчен                           | Як-52                              | 3                 | придобити 12, 1 аварирал през 2003 г., 1 през 2015 г., 7 консервирании |  |
| Вертолети                      |                           |                                                              |                                    |                   | |  |
| Eurocopter AS350               | Франция                   | тренировъчен и свързочен                                     | AS350B                             | 2                 | прехвърлени от авиомедицинската служба на Унгария |  |
| Мил Ми-17                      | СССР                      | транспортен вертолет                                         | Ми-17                              | 12                | включително два бивши финландски Ми-8Т, дарени през 2011 г. и три Ми-8T, закупени от Русия през 2014 г., след 2016 г. се планира придобиването на нов тип за замяна. |  |
| Мил Ми-8                       | СССР Финландия Русия      | транспортен вертолет                                         | Ми-8                               | 12                | включително два бивши финландски Ми-8Т, дарени през 2011 г. и три Ми-8T, закупени от Русия през 2014 г., след 2016 г. се планира придобиването на нов тип за замяна. |  |
| Безпилотни летателни апарати   |                           |                                                              |                                    |                   | |  |
| Elbit Skylark                  | Израел                    | БЛА                                                          | Skylark I                          | 9                 | Ръчно преносими мини-разузнавателни БЛА за контингента в Афганистан. Един свален в бой. |  |